# Charles Wegelius
Charles "Charly" Wegelius (Helsinque ou Espoo, 26 de abril de 1978) é um ex-ciclista britânico que era profissional de 1999 a 2011.
Representou o Reino Unido nos Jogos Olímpicos de 2004 em Atenas.
Não conseguiu obter vitórias como profissional. É atual diretor esportivo da equipe estadunidense de categoria UCI World Tour, Garmin-Sharp.

## Palmarès
Não tem conseguido qualquer vitória
Resultados da Volta à França
- 2007. 45º da classificação geral
- 2009. 59º da classificação geral
- 2010. 11ª etapa

Resultados do Giro d'Italia
- 2004. 48º da classificação geral
- 2005. 46º da classificação geral
- 2006. 58º da classificação geral
- 2007. Abandonou (18ª etapa)
- 2008. 69º da classificação geral
- 2009. 105º da classificação geral
- 2010. 29º da classificação geral

Resultados da Volta à Espanha
- 2005. 60º da classificação geral
- 2006. Abandonou pela caída (5ª etapa)
- 2009. Abandonou (4ª etapa)